# Grünbichl und Vogtei Kilb
Die Herrschaft Grünbichl und Vogtei Kilb war eine Grundherrschaft im Viertel ober dem Wienerwald im Erzherzogtum Österreich unter der Enns, dem heutigen Niederösterreich.

## Ausdehnung
Die Herrschaft umfasste zuletzt die Ortsobrigkeit über Kilb, Christenberg, Dornhofen, Fohra, Fohrafeld, Freyen, Graben, Hauersdorf, Laach, Leher, Minihofen, Ramelsberg, Unterschmidbach, Umbach, Unterweg und Wasen. Der Sitz der Verwaltung befand sich in Kilb.

## Geschichte
Letzter Inhaber der Allodialherrschaft war der in Wien-Gumpendorf auf Nr. 108 ansässige Seidenfärber Karl Salzer, als diese infolge der Reformen 1848/1849 aufgelöst wurde.